# Фултонхам (Охајо)
Фултонхам (енгл. Fultonham) град је у америчкој савезној држави Охајо.

## Демографија
По попису из 2010. године број становника је 176, што је 25 (16,6%) становника више него 2000. године.
| Група             | 2000.       | 2010.        |
| Белци             | 148 (98,0%) | 176 (100,0%) |
| Афроамериканци    | 2 (1,3%)    | 0 (0,0%)     |
| Азијати           | 0 (0,0%)    | 0 (0,0%)     |
| Хиспаноамериканци | 0 (0,0%)    | 0 (0,0%)     |
| Укупно            | 151         | 176          |